# 土屋賢二
土屋 賢二（つちや けんじ、1944年11月26日 - ）は、日本の哲学者（ギリシア哲学、分析哲学）。エッセイスト。お茶の水女子大学名誉教授。

## 経歴
岡山県玉野市出身。岡山県立岡山操山高等学校から、官僚を志し東京大学教養学部文科一類入学。1967年東京大学文学部哲学科卒業。学科同期に菅野盾樹（大阪大学名誉教授）、袴田茂樹（青山学院大学名誉教授）など。
その後宅地建物取引士の資格を取り、不動産会社で3ヶ月働く。東京大学大学院人文科学研究科博士課程中退。
東京大学助手を経て、1975年からお茶の水女子大学教育学部講師。1979年に同助教授に、1989年に同教授に昇格。2002年から2年間、お茶の水女子大学文教育学部学部長を務めた。2010年定年退職、名誉教授。定年退職後は神戸市に移住した。
2020年、「無理難題が多すぎる」で本屋大賞発掘部門「超発掘本!」を受賞した。
2023年、瑞宝中綬章受章。

## 人物
- 研究の傍らユーモアエッセイを執筆。一見哲学的な深い洞察をしているように見えながら実は論理的に奇妙な文章になっているという、学術論文をパロディ化したような独特の作風。そこからついたあだ名が「笑う哲学者」。
- 漫画家の柴門ふみはお茶の水女子大学での教え子。ときおり著書にイラストを描くいしいひさいちは小学校の後輩で、『ののちゃん』の中に「ツチノコ教頭」として土屋を登場させている。
- ブッチホンを受けた事がある。

### 趣味
- 多趣味であることで知られており、同時に「趣味なんてストレスでしかないのにやめられない…」と2017年の週刊誌の記事で苦労を語ったことがある。[4]
- 著書でもよく触れられ、特によく知られているのはジャズピアノ。ライブで演奏する曲は『ラカンの鏡』『オッカムの髭』など哲学と関係したタイトルになっている。
- コンピューターの組み立てに関しては「やり始めると止まらない。仕事がおろそかになり、害悪でしかない」と、読書に関しては「ミステリー小説が好きなんですが、駄作にしか当たらない」と、40歳過ぎて始めたジャズピアノに関しては「子どものころからやっていないから、5本の指が独立して動かないわけです。あるとき気づいたのですが、好きなミュージシャンのコピーを練習しても、そのミュージシャンより絶対にうまくならない。CDを聞いたほうがいい。だから今度は自分が弾きやすい曲を作るようになりました。大学の文教育学部長をしていて忙しかったのに、1週間に2日もライブをやったりして本当に無駄。その時間と労力と金を、通りすがりの人に寄付したほうがよっぽど有意義なのに」と、それぞれ思うようにいかない模様。中学のときにやって挫折したトランペットも「断続的に練習を再開する。吹けない。失意のうちにあきらめる。で、何年かすると『今度はできるかも』と思う。全然進歩がない」と自嘲している[5]。

## 著書

### 哲学書
- 『猫とロボットとモーツァルト』（勁草書房 1998年）
- 『ツチヤ教授の哲学講義』（岩波書店 2005年）
- 『もしもソクラテスに口説かれたら―愛について・自己について』（岩波書店 2007年）
- 『ツチヤ教授の哲学ゼミ―もしもソクラテスに口説かれたら』（文藝春秋 文庫 2011年）
- 『あたらしい哲学入門―なぜ人間は八本足か?』（文藝春秋 2011年）

### エッセイ
1990年代
- 『われ笑う、ゆえにわれあり』 （文藝春秋 1994年，文庫 1997年）
- 『われ大いに笑う、ゆえにわれ笑う』 （文藝春秋 1996年，文庫 1999年）
- 『哲学者かく笑えり』（講談社  1997年，文庫 2001年）
- 『人間は笑う葦である』（文藝春秋 1998年，文庫 2001年）
- 『ツチヤの軽はずみ』（文藝春秋 1999年，文庫 2001年）

2000年代
- 『棚から哲学』（文藝春秋 2000年，文庫 2002年）
- 『汝みずからを笑え』（文藝春秋 2000年，文庫 2003年）
- 『ソクラテスの口説き方』（文藝春秋 2001年，文庫 2003年）
- 『紅茶を注文する方法』（文藝春秋 2002年，文庫 2004年）
- 『ツチヤ学部長の弁明』（講談社 2003年，文庫 2006年）
- 『簡単に断れない。』（文藝春秋 2004年，文庫 2006年）
- 『ツチヤの口車』（文藝春秋 2005年，文庫 2008年）
- 『貧相ですが、何か?　哲学教授大いに悩む』（文藝春秋 2006年，文庫 2009年）
- 『妻と罰』（文藝春秋 2007年，文庫 2010年）
- 『ツチヤの貧格』（文藝春秋 2008年，文庫 2011年）
- 『人間は考えても無駄である-ツチヤの変客万来』（講談社 文庫 2009年）
- 『教授の異常な弁解』（文藝春秋 2009年，文庫 2012年）
- 『純粋ツチヤ批判』（講談社 2009年，文庫 2012年）

2010年代
- 『ツチヤ教授の哲学講義―哲学で何がわかるか?』文藝春秋〈文春文庫〉、2011年3月。ISBN 978-4-16-758813-7。
- 『幸・不幸の分かれ道 考え違いとユーモア』東京書籍、2011年8月。ISBN 978-4-487-80441-2。
- 『論より譲歩』文藝春秋〈文春文庫〉、2012年8月。ISBN 978-4-16-758817-5。
- 『われ悩む、ゆえにわれあり ツチヤ教授の人生相談』PHP研究所、2012年11月。ISBN 978-4-569-80883-3。
- 『不要家族』文藝春秋〈文春文庫〉、2013年3月。ISBN 978-4-16-758818-2。
- 『紳士の言い逃れ』文藝春秋〈文春文庫〉、2013年8月。ISBN 978-4-16-758819-9。
- 『哲学者にならない方法』東京書籍、2013年8月。ISBN 978-4-487-80791-8。
- 『ワラをつかむ男』文藝春秋〈文春文庫〉、2014年8月。ISBN 978-4-16-790166-0。
- 『不良妻権』文藝春秋〈文春文庫〉、2015年9月。ISBN 978-4-16-790451-7。
- 『無理難題が多すぎる』文藝春秋〈文春文庫〉、2016年9月。ISBN 978-4-16-790704-4。 2020年本屋大賞発掘部門「超発掘本!」受賞。
- 『年はとるな』文藝春秋〈文春文庫〉、2017年10月。ISBN 978-4-16-790950-5。
- 『そしてだれも信じなくなった』文藝春秋〈文春文庫〉、2018年11月。ISBN 978-4-16-791178-2。

2020年代
- 『日々是口実』文藝春秋〈文春文庫〉、2020年2月。ISBN 978-4-16-791444-8。
- 『不要不急の男』文藝春秋〈文春文庫〉、2021年7月。ISBN 978-4-16-791725-8。
- 『妻から哲学 ツチヤのオールタイム・ベスト』文藝春秋、2021年9月。ISBN 978-4-16-391439-8。

### 共著
- 『哲学を疑え！ 笑う哲学往復書簡』（石原壮一郎と共著 飛鳥新社 2001年）
- 『ツチケンモモコラーゲン』（さくらももこと共著 集英社 2001年，文庫 2005年）
- 『国立大学改革とお茶の水女子大学のゆくえ』（本田和子,OAA編集会と共著 お茶の水ブックレット 2003年）
- 『人間は考えるFになる』（森博嗣と共著 講談社 2004年, 文庫 2013年）
- 『人生気のせい人のせい ツチヤ教授，代々木駅前の精神科医と語る』（三浦勇夫と共著，PHP研究所 2007年）
- 『「ゆる人生」のススメ』（三浦勇夫と共著，文藝春秋 2011年）

### 連載
- 『ツチヤの口車』 （週刊文春）

## 翻訳
- 『ギリシア人の経験』 （セシル＝モーリス・バウラ、みすず書房 1972年）(水野一と共訳)
- 『心は機械で作れるか』 （ティム＝クレイン、勁草書房 2001年）